# Narendra Modi Stadium
Il Narendra Modi Stadium (precedentemente noto come Gujarat Stadium e Sardar Patel Stadium) è uno stadio indiano di cricket situato nella città di Ahmedabad, nello stato indiano del Gujarat. È lo stadio di cricket più grande del mondo.

## Storia
La costruzione è iniziata nel 1982 e lo stadio è stato inaugurato l'anno seguente col nome di Gujarat Stadium e una capienza di 49.000 posti, dopo pochi anni venne rinominato Sardar Patel Stadium in onore di Sardar Vallabhbhai Patel. Ospitò il suo primo One Day International il 5 ottobre 1984, in quell'occasione l'India venne sconfitta dall'Australia. Nel marzo 1987, in occasione del tour pakistano in India, in questo stadio Sunil Gavaskar divenne il primo giocatore della storia del test cricket a marcare 10.000 runs in carriera.
Una prima ristrutturazione venne fatta nel 2006, riammodernando lo stadio e portando la capienza a 54.000 posti. Dal 2010 al 2014 ha ospitato le partite casalinghe dei Rajasthan Royals della Indian Premier League.
Nel 2015 sono iniziati i lavori di demolizione del vecchio impianto e di costruzione di quello nuovo, sullo stesso terreno, ad opera dell'azienda Larsen & Toubro su progetto dello studio Populous. Al momento dell'inaugurazione lo stadio è stato dedicato a Narendra Modi ed è diventato subito lo stadio di cricket più grande del mondo con i suoi 132.000 posti a sedere, superando di oltre 30.000 unità il Melbourne Cricket Ground. Fin da subito ha ospitato partite della nazionale indiana sia maschile che femminile, oltre le partite di club dei Gujarat Titans della Indian Premier League.
Lo stadio è stato designato per ospitare 5 partite, tra cui la finale, della Coppa del Mondo di cricket 2023.